# Through the Eyes
Through The Eyes – pierwszy studyjny album zespołu Flaw, wydany w 2001 roku przez Universal Records.

## Lista utworów
1. "Only The Strong" – 4:20
2. "Payback" – 4:02
3. "My Letter" – 4:35
4. "Get Up Again" – 2:56
5. "Whole" – 3:52
6. "Amendment" – 5:20
7. "Scheme" – 3:47
8. "What I Have To Do" – 5:40
9. "Inner Strength" – 3:43
10. "Best I Am" – 4:36
11. "Out Of Whack" – 3:47
12. "Reliance" – 3:26
13. "One More Time/Only The Strong (Acoustic)" – 11:08